# Adolf von Sonnenthal
Adolf von Sonnenthal (21 de diciembre de 1834 - 1909) fue un actor austríaco de padres judíos nacido en Budapest.
Hizo su primera aparición en Temesvár en 1851 y luego de algunos contratos en Sibiu y Graz, viajó en el invierno de 1855-1856 a Königsberg, Prusia. Su primera presentación allí fue tan exitosa, que consiguió un contrato con Heinrich Laube para actuar en el Burgtheater de Viena. Hizo su primera aparición como Mortimer en la obra Maria Stuart de Friedrich Schiller. Se destacó tanto en las tragedias como en las comedias y en 1882, luego de veinticinco años de servicio al Teatro de la Corte, se le otorgó un título de nobleza.